# ロバート・ホバート (第4代バッキンガムシャー伯爵)

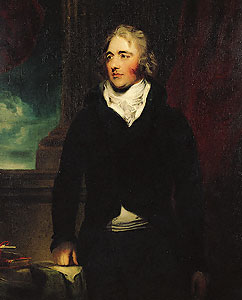
トーマス・ローレンスによる肖像画。

第4代バッキンガムシャー伯爵ロバート・ホバート（英語: Robert Hobart, 4th Earl of Buckinghamshire PC PC (Ire)、1760年5月6日 – 1816年2月4日）は、イギリスとアイルランドの政治家、貴族。トーリー党に所属し、陸軍・植民地大臣（在任：1801年 – 1804年）、ランカスター公領大臣（在任：1805年、1812年）、インド庁長官（在任：1812年 – 1816年）を歴任した。1793年から1798年までホバート男爵の儀礼称号を使用し、1798年11月に繰上勅書によりブリックリングのホバート男爵の爵位を継承した。

## 生涯

### 軍人として
第3代バッキンガムシャー伯爵ジョージ・ホバートとアルビニア・ホバート（1738年頃 – 1816年3月11日、ヴィアー・バーティー卿の娘）の息子として、1760年5月6日に生まれた。ウェストミンスター・スクールで教育を受けた後、1776年にエンサインとして第59歩兵連隊に入隊、1777年8月に渡米した後、1778年に第30歩兵連隊の大尉になり、1783年から1784年まで第4軽竜騎兵連隊の少佐になった。1784年、軍務から引退した。

### アイルランド政界にて
1784年から1790年までポータリングトン選挙区の代表として、1790年から1797年までアルマー・バラ選挙区の代表としてアイルランド庶民院議員を務め、1789年4月21日にアイルランド枢密院の枢密顧問官に任命された。その後、アイルランド総督の初代バッキンガム侯爵からの支持を得て1789年から1793年までアイルランド担当大臣を務め、在任中にカトリックへの譲歩（カトリック解放）を断固として拒否した。

### イギリス政界にて
アイルランド政界入りの傍ら、イギリスでは1788年12月にブランバー選挙区でラトランド公爵家の支持を受けて補欠選挙で当選、グレートブリテン庶民院議員に就任した。その直後に摂政法案をめぐる採決で政府を支持した。アイルランド担当大臣への就任により一時期アイルランド議会への対応に追われたが、1790年イギリス総選挙ではアイルランドからイングランドに帰ってリンカーン選挙区の議席を確保した。カトリック解放には反対したものの、1792年4月には議会で演説して奴隷貿易廃止を支持した。
1793年5月1日にグレートブリテン枢密院の枢密顧問官に任命され、1793年10月にはベンガル総督サー・ジョン・ショアの後任への内定を取り付けた上でマドラス総督に任命された。その後、1794年4月にロンドンを発ち、9月に着任するも、ショアとの不和により1798年2月に本国に召還された。
1798年11月30日、繰上勅書により、ブリックリングのホバート男爵の爵位を存命中の父から継承して貴族院議員に就任した。合同法（グレートブリテン王国とアイルランド王国の合同）をめぐる議論では合同法を支持した。ショアとの一件によりインドでの官僚に嫌われたため、（1799年1月に駐露大使への就任が噂された後）1799年8月に本国での官職任命を求めた。
1801年3月から1804年5月までアディントン内閣の陸軍・植民地大臣を務め、1804年11月14日に父が死去すると、バッキンガムシャー伯爵の爵位を継承した。ヘンリー・アディントンへの接近により小ピットの心証が悪く、小ピットが再び首相に就任するとき（第2次小ピット内閣）は国王親衛隊隊長への就任打診しかなかった（ホバートは就任を断った）。後にアディントンと小ピットが和解すると、1805年1月にランカスター公領大臣に就任、2人が再び決裂すると7月に辞任した。総人材内閣（1806年 – 1807年）では郵政長官の1人を務めた。第2次ポートランド公爵内閣とパーシヴァル内閣期に野党に回った後、1812年5月から6月にかけて短期間ランカスター公領大臣を再任、リヴァプール伯爵内閣の成立に伴いインド庁長官に転じ、以降死去まで同職を務めた。
1816年2月4日、落馬事故によりロンドンのハミルトン・プレイス（Hamilton Place）で死去した。息子ジョンが早世したため、弟ジョージ・ヴィアー・ホバートの息子ジョージ・ホバート＝ハムデンが爵位を継承した。

## 人物
ブリタニカ百科事典第11版ではインドでの経験があるとしてインド庁長官への就任が適正であると評価した。私生活については女好きで演劇も好んだという。
オーストラリアのタスマニア州ホバートは1804年に第4代バッキンガムシャー伯爵の家名に因んで名づけられている。

## 家族
1792年1月4日、マーガレッタ・ボーク（Margaretta Bourke、1796年8月7日没、エドマンド・ボークの娘）と結婚、1男1女をもうけた。
- ジョン - 早世
- サラ・アルビニア・ルイーザ（Sarah Albinia Louisa、1793年2月22日 – 1867年4月9日） - 1814年9月1日、フレデリック・ロビンソン（後の初代ゴドリッチ子爵、初代リポン伯爵、イギリス首相）と結婚、子供あり

1799年6月1日、エレノア・アグネス・イーデン（1777年7月9日 – 1851年10月15日、初代オークランド男爵ウィリアム・イーデンの娘）と再婚した。